# Sárgalábú cankó
A sárgalábú cankó (Tringa flavipes) a madarak osztályának lilealakúak (Charadriiformes) rendjébe, ezen belül a szalonkafélék (Scolopacidae) családjába tartozó faj.

## Rendszerezése
A fajt Johann Friedrich Gmelin német természettudós írta le 1789-ben, a Scolopax nembe Scolopax flavipes néven.

## Előfordulása
Alaszka és Kanada területén költ, ősszel délre vonul, az Amerikai Egyesült Államokba, sőt, elérhet Dél-Amerika legdélebbi pontjáig, a Tűzföldig is.  Kóborlásai során eljut Európába is. Természetes élőhelyei a tavak és mocsarak közeli ritkás erdők és tundrák.

### Kárpát-medencei előfordulása
Magyarországon rendkívül ritka vendég, mindössze három alkalommal figyelték meg egy-egy példányát.

## Megjelenése
Testhossza 23–25 centiméter, szárnyfesztávolsága 59–64 centiméteres, testtömege 155–170 gramm. Karcsú teste és hosszú sárga színű lába van. Csőre vékony és egyenes.

## Életmódja
Szurkálással szedegeti apró csigákból, kagylókból, rákokból, rovarokból és férgekből álló táplálékát.

## Szaporodása
Tavak, mocsarak partján fatörzsek mellé, növényi anyagokból rakja fészkét. Fészekalja négy tojásból áll. A fiókák fészekhagyók, szülők utána is gondozzák őket.
|  |  |

## Természetvédelmi helyzete
Az elterjedési területe rendkívül nagy, egyedszáma nagy és ugyan csökken, de még nem éri el a kritikus szintet. A Természetvédelmi Világszövetség Vörös listáján nem fenyegetett fajként szerepel.  Magyarországon védett, természetvédelmi értéke 25 000 Ft.